# Gérard Gabo
Gérard Gabo, mort le 26 février 2014 à 69 ans,, est un footballeur et entraîneur ivoirien.

## Biographie
Gabo joue pour l'Asec d'Abidjan et les Éléphants de Côte d'Ivoire dans les années 1960 à 1970.
Il entraîne par la suite ces deux formations (1970-1971 et 1984-1986 pour l'ASEC Mimosas et 1974-1980 pour la sélection ivoirienne,).